# حيز عام

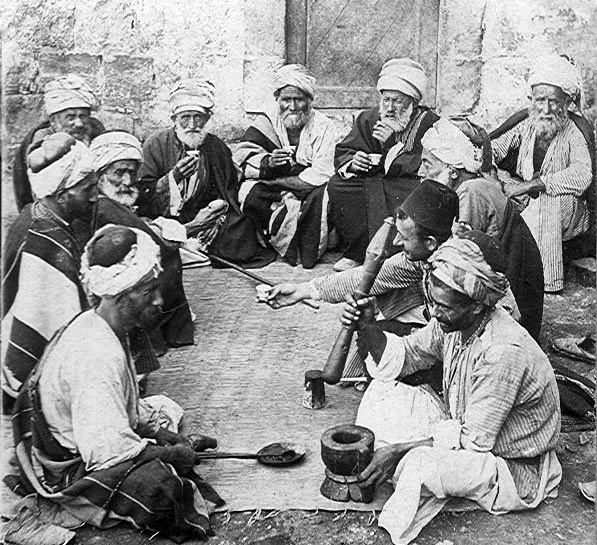

الحيز العام (بالإنجليزية:  public sphere)‏ أو الفضاء العام هو حيز في الحياة الاجتماعية حيث يلتقي الأفراد لتحديد ومناقشة الأمور المجتمعية بحريّة والذي يؤدي إلى مناقشة كيفية التأثير على الفعل السياسي.
هو المكان الذي يحتضن نقاشات تؤدي بالنهاية إلى صياغة الرأي العام. بعض الباحثين يفرقون بين الأماكن التي تصوغ الرأي العام فقط وتلك التي تصوغ الرأي العام وتهيئ القوى لتنفيذه.
يناقش عادة في الحيز العام قضايا أخلاقية واجتماعية وليس فقط سياسية.
هناك عدد مهول لدراسة وجود هذا الحيز العام تاريخيا... الذي وضع هذا المصطلح هو الألماني يوغان هابيرماس. ووثّق نشوء الحيز العام في القرن الثامن عشر من تجمعات طبقة البرجوازيين (طبقة اكتسب نفوذا من جراء الثورة الصناعية) وقدرتها على مناقشة القضايا العامة بعد أن كانت تعتبر قضايا يختص بها المعنيون بالحكم (تحالف الإقطاعية مع الكنيسة). تطور هذه التجمعات أدى إلى الديمقراطية.
يصف يورغن هابرماس ظهور الحيز العام في القرن الثامن عشر، مشيرًا إلى أن الشأن العام، أو الحيز العام كان في الأصل «منسجمًا مع السلطة العامة» في حين «شمل المجال الخاص المجتمع المدني بمعنى أضيق، أي أنه كان عالم تبادل السلع والعمل الاجتماعي». بينما تعامل «حيز السلطة العامة» مع الدولة أو الشرطة والطبقة الحاكمة أو السلطات الإقطاعية (الكنيسة والأمراء والنبلاء) «الحيز العام الحقيقي» بالمعنى السياسي، نشأ في ذلك الوقت من المجال الخاص، وعلى وجه التحديد، عبر الاتصال بالأنشطة الأدبية، وعالم الحرف. وسّع هذا الحيز العام الجديد المجالين العام والخاص، و«استخدم آلة الرأي العام لوضع الدولة في تواصل مع احتياجات المجتمع». «يُميّز هذا الحيز من الناحية المفاهيمية عن الدولة بأنه موقع لإنتاج الخطابات التي يمكن أن تنتقد الدولة وتداولها». يختلف المجال العام «أيضًا عن الاقتصاد الرسمي؛ فهو ليس ساحة للعلاقات التجارية، بل ساحة للعلاقات الخطابية ومسرحًا للنقاش والآراء عوضًا عن الشراء والبيع» هذه الفروقات بين «أجهزة الدولة والأسواق الاقتصادية والجمعيات الديمقراطية... ضرورية في النظرية الديمقراطية». وجد الناس في الحيز العام مؤسسة تنظيمية ضد سلطة الدولة. تركز دراسة الحيز العام على فكرة الديمقراطية التشاركية، وكيف يصبح الرأي العام عملًا سياسيًا.
ترى أيديولوجية نظرية الحيز العام أن قوانين الحكومة وسياساتها يجب أن يوجهها الحيز العام وأن الحكومات الشرعية هي فقط تلك التي تتبع رأي الحيز العام. «يكون الحكم ديمقراطيًا استنادًا إلى قدرة المواطنين وفرصتهم في المشاركة في النقاشات المستنيرة». يدور الكثير من النقاش في الحيز العام حول البنية النظرية الأساسية للحيز العام، وكيف تُداول المعلومات في الحيز العام، وتأثير الحيز العام على المجتمع.

## التعاريف
ما معنى أن يكون الشيء «عامًا»؟ يقول يورغن هابرماس: «نصف الأحداث والمناسبات «عامة» حين تكون مفتوحة للجميع، بخلاف الشؤون المغلقة أو الحصرية».
تتضح فكرة العامّ في مفاهيم الصحة العامة والتعليم العام والرأي العام والملكية العامة. وتعارض مفاهيم الصحة الخاصة والتعليم الخاص والرأي الخاص والملكية الخاصة. ترتبط فكرة العام ارتباطًا جوهريًا بفكرة الخاص.
يشدد هابرماس على أن مفهوم العام مرتبط بفكرة المشترَك. بالنسبة لحنة آرنت، الحيز العام هو «العالم المشترك» الذي «يجمعنا معًا ويمنعنا من التهاوي على بعضنا».
يعرف هابرماس المجال العام على أنه «مجتمع يشارك في النقاش العام النقدي». شروط الحيز العام وفقًا لهابرماس:
- تكوين الرأي العام.
- حق الوصول لكافة المواطنين.
- اجتماع غير مُقيَد (على أساس حرية التجمع وحرية تكوين الجمعيات وحرية التعبير ونشر الآراء)يدور حول المسائل المرتبطة بالشأن العام، وينطوي على التحرر من التحكم الاقتصادي والسياسي.

## يورغين هابرماس: الحيز العام البرجوازي
تعتمد معظم المفاهيم المعاصرة حول الحيز العام على أفكار يورغن هابرماس في كتابه «التحول الهيكلي في المجال العام - بحث في فئة من المجتمع البورجوازي». ينطوي المصطلح الألماني Öffentlichkeit (الحيز العام) على مجموعة متنوعة من المعاني ويشمل المفهوم المكاني، أو الأماكن الاجتماعية والساحات التي تُوضّح فيها المعاني وتُوزّع وتناقش، فضلًا عن الجماعة التي يتشكل منها، والتي تكون في هذه العملية «العامّة». بقي الكتاب أساسًا لنظريات الحيز العام المعاصرة، ويستشهد به معظم المنظرين عند مناقشة نظرياتهم.
«يمكن تصور الحيز العام البرجوازي أولًا على أنه حيز خاص من الناس تجمعوا معًا ليكوّنوا «عامة»، وسرعان ما ادعوا أن المجال العام يُنظم من الأعلى ضد السلطات العامة نفسها، بغية الدخول في جدال حول القواعد العامة التي تحكم العلاقات في الحيز المخصخص بشكل أساسي. ولكنه حيز متعلق بالعامة بتبادل السلع والعمل الاجتماعي». 
قدم يورغن من خلال هذا العمل سردًا تاريخيًا اجتماعيًا حول تكون الحيز العام «البرجوازي» وتطوره لفترة وجيزة وزواله. بناءً على النقاش المنطقي العقلاني والجدال: يحدد هابرماس أنه بسبب ظروف تاريخية محددة، ظهر مجتمع مدني جديد في القرن الثامن عشر. بسبب الحاجة إلى وجود ساحات تجارية مفتوحة يمكن فيها تبادل الأخبار والمسائل المشتركة ومناقشتها بحرية، وبالترافق مع تزايد معدلات القراءة والكتابة والوصول إلى الأدب ونوع جديد من الصحافة النقدية، ظهر مجال منفصل عن السلطات الحاكمة في أوروبا. «في الصدام مع الممارسات المبهمة والبيروقراطية للدولة المستبدة، حلت البرجوازية الناشئة تدريجياً محل الحيز العام، استُبدلت سلطة الحاكم التي تتقدم الناس بحيز تخضع فيه سلطة الدولة للرقابة علنًا عبر الخطاب المستنير الناقد من قبل الناس».
في تحليله التاريخي، يشير هابرماس إلى ما يسمى «المعايير المؤسساتية» على أنها شروط مسبقة لظهور الحيز العام الجديد. قد تختلف الساحة الخطابية، من المقاهي البريطانية وصالونات فرنسا إلى  طاولات الجمعيات Tischgesellschaften الألمانية «في حجم الجمهور فيها وتركيبته وأسلوب الإجراءات ومناخ النقاش والتوجهات المحلية»، «لكنها جميعًا نظمت النقاشات المستمرة بين الأشخاص، فوجدت المعايير المؤسساتية المشتركة فيها»:
1. التغاضي عن المكانة: أي الحفاظ على «نوع من التواصل الاجتماعي يبتعد عن افتراض المساواة في المكانة، فيتجاهلها تمامًا ... لا لأن فكرة المساواة هذه محققة فعليًا بشكل كبير في المقاهي والصالونات والجمعيات، بل لأنها أصبحت فكرة مؤسساتيةً واعتُبرت مطالبةً موضوعية. فإن لم تتحقق، ستكون على الأقل مهمةً».
2. مجال الاهتمام المشترك: «... يفترض النقاش ضمن هذا الجمهور إشكاليات ناجمة عن النواحي التي لم تخضع للسؤال حتى ذلك الحين. ظل مجال «الاهتمام المشترك» -الذي كان موضع اهتمام نقدي عام- حكرًا على الكنيسة والدولة لتفسيره... انتهك الأشخاص الخاصون الذين أتيحت لهم المنتجات الثقافية على أنها سلعة كما لو كان عليهم تفسيره وفق أهوائهم (عبر التواصل العقلاني مع بعضهم البعض)، وتكلموا به، وهكذا قالوا بوضوح ما كان ضمنيًا يؤكد سلطته لفترة طويلة».
3. الشمولية: مهما كان الجمهور حصريًا في حالة ما، لا يمكنه أن يغلق نفسه تمامًا ويصبح مقيدًا كفئة. لأنه فهم ووجد نفسه دومًا منغمسًا في جمهور أكثر شمولية مكوَن من جميع الأفراد الخاصين، هؤلاء الذين بقدر ما كانوا أثرياء مثقفين بصفتهم قراء ومستمعين ومشاهدين أمكنهم الاستفادة من الأمور التي كانت مواضيع للمناقشة. أصبحت القضايا المناقشة «عامة» لا في أهميتها وحسب، بل في إمكانية الوصول إليها أيضًا: إذ يجب أن يكون الجميع قادرًا على المشاركة... أينما أسست العامة (الجمهور) نفسها على هيئة مجموعة مستقرة من المناقشين، فإنها لا تساوي نفسها بالعامة، ولكن تدعي على الأكثر أنها تمثل لسان حاله وتتكلم عنه وربما حتى معلمًا له، على أن هذا شكل جديد للتمثيل البرجوازي».

يجادل هابرماس بأن المجتمع البرجوازي طور هذه المعايير ودعمها. كان الحيز العام راسخًا في أماكن مختلفة، بما فيها المقاهي والصالونات وأرجاء المجتمع التي يمكن للكثير من الناس أن يجتمعوا ويناقشوا الأمور التي تهمهم فيها. أصبحت المقاهي في لندن حينها مراكز للفن والنقد الأدبي، واتسعت بشكل تدريجي، فشملت الخلافات الاقتصادية والسياسية على أنها مسائل للنقاش. في صالونات فرنسا، تبعًا لهابرماس، «تحرر الرأي من ارتباطات التبعية الاقتصادية». أي عمل جديد أو كتاب أو تأليف موسيقي يجب أن يكتسب شرعيته في هذه الأماكن. لم يمهد ذلك الطريق للتعبير عن الذات فحسب، بل صار منبرَا لإذاعة الآراء والخطط للنقاش العام.
دعمت الديمقراطيةُ الليبرالية في القرن الثامن عشر ظهورَ الحيز العام البورجوازي بشكل خاص عبر توفير الموارد لهذه الطبقة السياسية الجديدة؛ لإنشاء شبكة من المؤسسات كشركات النشر والصحف ومنتديات النقاش، وكانت الصحافة الديمقراطية الأداة الرئيسة لتنفيذ ذلك. كانت السمة الرئيسة لهذا الحيز العام فصله عن سلطة الكنيسة والحكومة نتيجة حصوله على مجموعة متنوعة من الموارد الاقتصادية والاجتماعية معًا.